# Stibaromacha
Stibaromacha is een geslacht van vlinders van de familie dominomotten (Autostichidae), uit de onderfamilie Symmocinae.

## Soorten
- S. ratella (Herrich-Schäffer, 1854)
- S. ratellina (Turati, 1921)